# Шаріпов Садик Шаріпович
Садик (Сабдик) Шаріпович Шаріпов (5 грудня 1905, аул № 15 Томської губернії, тепер Баянаульського району Павлодарської області, Казахстан — 30 червня 1991, місто Алма-Ата, тепер Алмати, Казахстан) — радянський казахський діяч, голова Алма-Атинського і Гур'євського облвиконкомів, голова Алма-Атинського міськвиконкому. Депутат Верховної ради Казахської РСР 1—2-го скликань. 

## Життєпис
У 1930—1932 роках — слухач Павлодарської школи радянського та партійного будівництва. Член ВКП(б).
З 1932 по 1934 рік навчався в Алма-Атинській вищій комуністичній сільськогосподарській школі.
У 1934—1935 роках — слухач Ташкентських курсів редакторів політвідділських газет.
У 1935—1937 роках — секретар партійної організації, заступник директора Талгарської школи механіків Алма-Атинської області.
У 1937 році — 2-й секретар Ілійського районного комітету КП(б) Казахстану Алма-Атинської області.
У 1937—1940 роках — 1-й секретар Енбекшіказахського районного комітету КП(б) Казахстану Алма-Атинської області.
У 1940—1942 роках — голова виконавчого комітету Алма-Атинської обласної ради депутатів трудящих.
У 1942—1943 роках — голова виконавчого комітету Алма-Атинської міської ради депутатів трудящих.
У 1943—1944 роках — секретар Алма-Атинського обласного комітету КП(б) Казахстану з торгівлі та громадського харчування.
У 1944—1945 роках — заступник секретаря Алма-Атинського обласного комітету КП(б) Казахстану із тваринництва — завідувач відділу тваринництва Алма-Атинського обласного комітету КП(б) Казахстану.
У 1945—1950 роках — голова виконавчого комітету Гур'євської обласної ради депутатів трудящих.
У 1950—1959 роках — заступник голови виконавчого комітету Талди-Курганської обласної ради депутатів трудящих, секретар виконавчого комітету Талди-Курганської обласної ради депутатів трудящих.
У 1958 році закінчив заочно Вищу партійну школу при ЦК КПРС.
У 1959—1968 роках — начальник Алма-Атинського обласного управління торгівлі.
Із 1968 року — персональний пенсіонер у Алма-Аті.
Помер 30 червня 1991 року в місті Алма-Аті (Алмати).

## Нагороди
- орден Вітчизняної війни І ст.
- орден Трудового Червоного Прапора
- орден «Знак Пошани»
- медалі
- Грамота Верховної ради Казахської РСР